# احتمال
الاحتمال هو قياس إمكانية وقوع حدث ما. يُقاس الاحتمال بأنه رقم بين الصفر والواحد حيث يشير الصفر إلى الاستحالة ويشير الواحد إلى التأكيد. كلما زاد احتمال الحدث، زادت إمكانية وقوع هذا الحدث. أحد الأمثلة البسيطة هي رمي العملة (غير المنحاز). لأن العملة غير منحازة، فإن الناتجين (وجه ونقشة) متساويان في الاحتمال تماما أي أن احتمالية ظهور الوجه تساوي احتمالية ظهور النقشة، ولأنه لا يوجد احتمالات أخرى فإن إمكانية ظهور «الوجه» أو «النقشة» هي ½ (والتي يمكن كتابتها 0.5 أو 50%).
ظهرت فرضيات احتمال رياضية لهذه المفاهيم في نظرية الاحتمال، والتي تُستخدم بكثافة في بعض التخصصات الأكاديمية مثل الرياضيات والإحصاء والتمويل والقمار والعلم (خصوصا الفيزياء) والذكاء الاصطناعي والتعلم الآلي وعلم الحاسوب ونظرية الألعاب والفلسفة، من أجل الوصول إلى استدلالات عن التكرارية المتوقعة للأحداث. تُستخدم نظرية الاحتمال أيضا لوصف الآليات الأساسية وتنظيمات الأنظمة المعقدة.

## التأويلات
عند التعامل مع التجارب العشوائية والمحددة بضوابط نظرية بحتة (مثل إلقاء العملة غير المنحازة)، يمكن وصف الاحتمالات رقميا من خلال قسمة عدد النتائج المرغوبة على العدد الكلي لكل النتائج. على سبيل المثال، عند إلقاء العملة المعدنية مرتين فإن الاحتمالات الكلية هي «وجه-وجه» و«وجه-نقش» و«نقش-وجه» و«نقش-نقش». احتمالية ظهور نتيجة «وجه-وجه» هي 1 من 4 نتائج، أو بطريقة رقمية ¼ أو 0.25 أو 25%. إلا أنه في التطبيقات العملية، نجد أنه هناك نوعين أساسيين من تأويلات الاحتمال والتي يحمل مناصروها آراء مختلفة بخصوص الطبيعة الأساسية للاحتمال:
1. الموضوعيون: يحدد الموضوعيون أعدادا لوصف بعض الحالات الموضوعية أو الفيزيائية. أحد أشهر أنواع الاحتمالية الموضوعية هي الاحتمالية التكرارية، والتي تدعي أن احتمالية وقوع حدث عشوائي ترمز إلى التكرارية النسبية لحدوث نتائج التجربة عند تكرار التجربة. يعتبر هذا التأويل أن الاحتمالية هي عملية تكرار نسبية «على المدى الطويل» للنتائج. أحد تعديلات هذا التأويل هي الاحتمالية الاستعدادية والتي تفسر الاحتمالية كاستعداد أو ميل بعض التجارب لإظهار نتيجة معينة، حتى وإن وقعت التجربة مرة واحدة.[8]
2. احتمال بيشان: يحدد احتمال بيشان أعدادا لكل احتمالية غير موضوعية، أي كدرجة من الإيمان. تم تفسير درجة الإيمان على أنها "السعر الذي ستشتري أو تبيع المراهنة التي تدفع وحدة واحدة من المنفعة. أحد أشهر أنواع الاحتمال غير الموضوعي هو احتمال بيشان والتي يشمل معرفة الخبراء بالإضافة إلى البيانات التجريبية لتقديم الاحتمالات. يمثل معرفة الخبراء بعض التوزيعات الاحتمالية غير الموضوعية. يتم دمج هذه البيانات في دالة الإمكان.[9]

## التاريخ

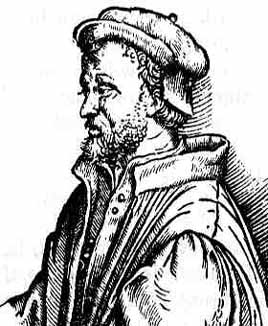
جيرولامو كاردانو

الدراسة العلمية للاحتمال هو تطور حديث في الرياضيات. يُظهر القمار أنه كان هناك اهتمام في تحديد أفكار الاحتمال لآلاف السنين، إلا أن الوصف الرياضي الدقيق ظهر بعد ذلك بفترة طويلة. هناك أسباب عديدة للتطور البطئ في رياضيات الاحتمال. في حين وفرت ألعاب الحظ حافزًا لدراسة رياضيات الاحتمال، إلا أن شكوكَ وخرافاتِ المقامرين منعت القضايا الأساسية في رياضيات الاحتمال لفترة طويلة.
طبقا لريتشارد جيفري: «قبل منتصف القرن السابع عشر، كان مصطلح محتمل (probabilis باللاتينية) يعني مقبول، وكان يُستخدم بهذا المعني بشكل صريح على الآراء والأفعال. الرأي أو الفعل المحتمل هو الفعل الذي يقوم به الناس العقلانيون في معظم الظروف». إلا أنه في السياق القانوني، كانت كلمة probabilis تشير أيضا إلى الافتراضات التي تحمل دليلا جيدا.
في القرن السادس عشر، أظهر العالم الموسوعي الإيطالي جيرولامو كاردانو فعالية اعتبار الاحتمالات على أنها نسبة بين النتائج المحتملة والنتائج غير المحتملة (والذي يدل على أننا نحصل على احتمالية وقوع حدث من خلال النسبة بين النتائج المحتملة وبين العدد الكلي للنتائج الممكنة). بعيدا عن أعمال كاردانو المبدئية، تعود مبادئ الاحتمالات إلى مراسلات بيير دي فيرما وبليز باسكال (1654). قدم كريستيان هوغنس (1657) أول معاملة علمية معروفة للموضوع. عامل كل من ياكوب بيرنولي في Ars Conjectandi وأبراهام دي موافر في مبادئ الاحتمالات (1718) الموضوع على أنه فرع من الرياضيات.
تعود نظرية الأخطاء إلى روجر كوتس في Opera Miscellanea 1722، إلا أن أحد مذكرات توماس سيمبسون في 1755 والمطبوعة في 1766 طبقت النظرية لأول مرة على مناقشة أخطاء الملاحظة. إعادة طباعة هذه المذكرة في 1757 وضعت الأسس والثوابت القائلة بأن الأخطاء الإيجابية والسلبية متساوية في الاحتمالية، وأن بعض الحدود القابلة للتحديد تميز امتداد وحجم كل الأخطاء. ناقش سيمبسون أيضا الأخطاء المستمرة ووصف منحنى الاحتمالية.
يُعتبر بيير لابلاس هو من قدم أول قانونين للأخطاء. نُشر أول قانون في 1774 ونص على أن تكرارية الخطأ يمكن التعبير عنها كدالة أسّية للقيمة العددية للخطأ، بغض النظر عن العلامة. قدم لابلاس القانون الثاني للخطأ في 1778 والذي نص على أن تكرارية الخطأ هو التوزيع الطبيعي لقانون غاوس. «من الصعب تاريخيا أن ننسب هذا القانون إلى غاوس، الذي على الرغم من تبكيره المشهور إلا أنه لم يقم بهذا الاكتشاف على الأغلب قبل أن يصبح عمره سنتين».
قدم دانييل برنولي في 1778 مبدأ الناتج الأقصى للاحتمالات في نظام من الأخطاء المترابطة.
طور أدريان ماري ليجاندر في 1805 طريقة المربعات الدنيا، وقدمها في Nouvelles méthodes pour la détermination des orbites des comètes (طريقة جديدة لتحديد مدارات المذنبات). لجهله بمساهمات لوجوندر، قام الكاتب الأمريكي الأيرلندي روبيرت أدريان والمحرر في «ذا أناليست» في 1808 باستنتاج قانون سهولة الخطأ لأول مرة:
{\displaystyle \phi (x)=ce^{-h^{2}x^{2}},}
حيث h هي ثابت يعتمد على دقة الملاحظات، وc هي عامل عياري يضمن أن تكون المساحة تحت المنحنى تساوي 1. قدم روبيرت إثباتين، الثاني هو نفس إثبات جون هيرشل في 1850. قدم كارل فريدريش غاوس الإثبات الأول الذي يبدو أنه كان معروفا في أوروبا (الثالث بعد أدريان) في 1809. قدم لابلاس إثباتات أخرى في 1810 و1812، وغاوس في 1823، وجيمس إيفوري في 1825 و1826، وهاغان في 1837، وفريدريش بيسل في 1838، ودونكن في 1844 و1856، ومورغان كروفتون في 1870. المساهمون الآخرون هم إليس في 1844، وأوغست دو مورغان في 1864، وجيمس يتبريد لي جلايشر في 1872، وجيوفاني سكيابارلي في 1875.
في القرن التاسع عشر، كان هناك مؤلفون عن النظرية العامة أمثال بيير لابلاس وسيلفستر لاكروا (1816)، وليترو (1833)، وأدولف كويتيليت (1853)، وريتشارد ديدكايند (1860)، وهيلمارت (1872)، وهيرمان لورينت (1873)، وديدون، وكارل بيرسون، وأوغست دو مورغان، وجورج بول والذين ساهموا في تحسين عرض النظرية.
قدم آندريه ماركوف فكرة سلسلة ماركوف في 1906، والتي لعبت دورا هاما في نظرية العملية التصادفية وتطبيقاتها. طور آندريه كولموغوروف نظرية الاحتمال الحديثة بناء على نظرية القياس الرياضي في 1931.

## النظرية
مثل النظريات الأخرى، نظرية الاحتمال هي تمثيل لمفاهيمها في صورة مصطلحات رسمية، أي في صورة مصطلحات يمكن التعامل معها بصورة مستقلة عن معانيها. يمكن معالجة هذه المصطلحات الرسمية بقوانين الرياضيات والمنطق، كما يمكن تفسير أي نتائج للعودة إلى لب المشكلة.
كان هناك على الأقل محاولتان ناجحتان لصياغة الاحتمالية هما صياغة أندريه كولموغوروف وصياغة كوكس. في صياغة كولموغوروف (انظر الفضاء الاحتمالي)، يتم تفسير المجموعات الرياضية كأحداث، وتفسير الاحتمال نفسه كقياس. في صياغة كوكس، يعتبر الاحتمال كصورة أساسية (أي لا يمكن تحليلها لما هو أبسط) ويركز على بناء رصد متماسك لقيم الاحتمال للافتراضات. في كلتا الحالتين، نجد أن فرضيات الاحتمال هي نفسها، فيما عدا التفاصيل التقنية.
هناك طرق أخرى لتحديد عدم التأكد مثل نظرية ديمبستر شافر أو نظرية الاحتمال، ولكن هذه النظريات مختلفة وليست متسقة مع قوانين الاحتمال كما نفهما عادة.

## التطبيقات
هناك تطبيقات لنظرية الاحتمال في الحياة اليومية في تقييم المخاطرة والنماذج الإحصائية. تستخدم صناعة التأمينات والأسواق العلم الأكتواري لتحديد الأسعار ولأخذ القرارات التجارية. تطبق الحكومات الطرق الاحتمالية في القوانين البيئية ولتحليل الأهلية والجدارة وفي التنظيمات المالية.
أحد الأمثلة الجيدة في استخدام نظرية الاحتمال في تجارة الأقساط هو تأثير الاحتمالية الملموسة لأي صراع كبير في الشرق الأوسط على أسعار البترول، والذي له تأثيرات مموجة على الاقتصاد ككل. قد تؤدي تقييمات تجار البضائع في وقت الحرب إلى رفع أسعار البضائع أو خفضها، وتنبه التجار الآخرين لهذا الرأي. بناء على ذلك، لا يتم تقييم الاحتمال بصورة مستقلة أو بصورة عقلانية للغاية. ظهرت نظرية الاقتصاد السلوكي لوصف تأثيرات التفكير الجماعي على الأسعار والسياسات وعلى السلام والصراعات.
بالإضافة إلى التقييم المالي، يمكن استخدام الاحتمال في تحليل النزعات في علم الأحياء (مثل انتشار الأمراض) بالإضافة إلى علم البيئة (مثل مربعات بينيت البيولوجية). مثل الأمر مع التمويل، يمكن استخدام تقيين المخاطرة كأداة إحصائية لحساب احتمالية وقوع أحداث غير مرغوبة، ويمكن أن تساعد في تطبيق بروتوكولات لتجنب مواجهة مثل هذه الظروف. تُستخدم الاحتمالية في تصميم ألعاب الحظ لكي تحقق المنتديات الترفيهية (الكازينو) أرباحا مضمونة، مع توفير نسبة صافي الربح للاعبين المترددين على المنتدى الترفيهي كفاية لتشجيع استمرار اللعب.
أدى اكتشاف الطرق الشديدة في تقييم ومزج تقييمات الاحتمال إلى تغيير المجتمع. من الهام لمعظم المواطنين أن يفهموا كيف تتحقق تقييمات الاحتمال، وكيف تساهم في اتخاذ القرارات.
أحد التطبيقات الهامة الأخرى لنظرية الاحتمال في الحياة اليومية هي المصداقية. تستخدم العديد من المنتجات مثل السيارات والأجهزة الكهربائية نظرية المصداقية في تصميم المنتج لتقليل احتمالية الفشل. قد تؤثر احتمالية الفشل في قرارات الصانع بخصوص ضمان المنتج.

## العلاقة بين العشوائية والاحتمال في ميكانيكا الكم
في كون حتمي مبني على مبادئ الميكانيكا الكلاسيكية، لن يكون هناك أي احتمال إذا عُرفت جميع الظروف (شيطان لابلاس)، ولكن هناك مواقف تتخطى فيها نظرية فوضى الكون قدرتنا على قياسها، أي معرفتها. في حالة عجلة الروليت، إذا كانت قوة اليد ومدة القوة معلومتين، فإن الرقم الذي ستقف عليه الكرة سيكون شيئا مؤكدا (على الرغم من أنه في الواقع العملي، فإن ذلك سيكون صحيحا فقط في عجلة الروليت التي لم يتم تسويتها كما أظهر توماس باس في كازينو نيوتن). يفترض هذا معرفة القصور الذاتي واحتكاك العجلة ووزن ونعومة ودائرية الكرة، والتغيرات في سرعة اليد أثناء دوران الكرة، إلى آخره. من هنا يمكن للوصف الاحتمالي أن يكون أكثر فائدة من ميكانيكا نيوتن الكلاسيكية في تحليل ننمط نتائج الأدوار المتكررة من عجلة الروليت. يواجه الفيزيائيون نفس المشكلة في الحركة الحرارية للغازات حيث نجد النظام -الحتمي مبدئيا- معقدا للغاية (مع عدد الجزيئات يساوي أس قيمة ثابت أفوجادرو 6.02×1023) مما يجعل الوصف الاحتمالي لخواص الغاز هو ما يمكن فعله.
نظرية الاحتمال مطلوبة لوصف الظواهر الكمية. كان أحد الاكتشافات الثورية في فيزياء أول القرن العشرين هو الخواص العشوائية لكل العمليات الفيزيائية التي تحدث في المقياس الذري وأنها محكومة بقوانين ميكانيكا الكم. تتطور الدالة الموجية حتميا، ولكن طبقا لتفسير كوبنهاغن فإنها تتعامل مع احتمالات الملاحظة حيث يفسر الناتج انهيار الدالة الموجية عند القيام بالملاحظة. إلا أن خسارة الحتمية في سبيل الذرائعية لم يقابل الكثير من القبول العالمي. مثل ما أشار أينشتاين في خطابه الشهير إلى ماكس بورن: «أنا مقتنع أن الله لا يلعب النرد». مثل أينشتاين، اعتقد إرفين شرودنغر -الذي اكتشف معادلة شرودنغر- أن ميكانيكا الكم هي تقريب إحصائي للواقع الحتمي الضمني. في بعض التفسيرات الحديثة لقياسات الميكانيكا الإحصائية، يتم الاعتماد على إزالة الترابط الكمي للتعويض عن مظهر النتائج التجريبية الاحتمالية غير الموضوعية.